# سكاراماغاس
سكارامانكاس (Σκαραμαγκάς) هي قرية صغيرة في إقليم أتيكا في اليونان.